# Ядрена зима
Ядрена зима се нарича хипотетично глобално състояние на климата на Земята в резултат на широкомащабна ядрена война. Предполага се, че поради издигане в стратосферата на голямо количество дим и сажди, предизвикани при взрива на 30% – 40% от натрупаните по света ядрени глави, температурата на планетата рязко ще спадне до арктическа, поради отразяване на слънчевата енергия от най-горните слоеве на атмосферата.

## Зараждане на теорията
Възможността от възникване на ядрена зима за пръв път е предсказана от Георгий Голицин и Карл Сейгън. По-късно тази хипотеза е потвърдена от изчислителните модели на изчислителния център към Руската академия на науките. Тази работа е проведена от академиците Никита Моисеев и Владимир Александров с помощта на биосферния модел „Гея“. Ядрената война е възможно да доведе то „глобална ядрена нощ“ с продължителност до година. Разгледани са двете основни възможности: сумарната мощност на ядрените взривове да е 10 000 и 100 мегатона. В първия случай слънчевият поток към земната повърхност се съкращава 400 пъти и времето за самопочистване на атмосферата е приблизително 3 – 4 месеца. Във втория случай слънчевият поток към земната повърхност се съкращава 20 пъти, а времето за самопочистване на атмосферата е от порядъка на месец. При това силно се изменя целият климатичен механизъм на Земята, което се проявява като изключително охлаждане на атмосферата (през първите 10 дни средната температурата би се понижила с 15 градуса).
Тези трудове получава широк обществен резонанс в пресата на различни страни. Впоследствие някои физици започват да оспорват достоверността и устойчивостта на получените резултати, но хипотезата така и не получава убедително опровержение.